# Дегтярьов Павло Андріянович
Павло Андріянович Дегтярьов (нар. 16 березня 1914 року в селі Миколаївка (тепер Кирилівка Харківської області) — 22 квітня 1990, УРСР) — український критик, літературознавець, перекладач. 

## З біографії
Народився  в бідній селянській родині, що спричинило раннє трудове життя — з 15 років. Працював робітником на Харківському тракторному заводі. 
У 1939 р. закінчив філологічний факультет Київського державного університету ім. Т. Г. Шевченка. 
У 1941 р. з перших днів війни П. Дегтярьов — на військовій службі. Воював на Південному, Північно-Кавказькому, 4-му Українському фронтах. Нагороджений орденом Червоної зірки, медалями. 
1946 року, після демобілізації з армії, переїжджає в Крим, у Сімферополь. 
Працював головним редактором Кримського радіокомітету, начальником обласного відділу у справах мистецтв, головним редактором Кримвидаву. 
З 1954 року — постійний кореспондент республіканської газети «Літературна Україна» по Кримській області. 

## Творчий доробок
П. Дегтярьов — автор сотень статей, критичних оглядів, літературних есе, портретів. 
Одна з найбільш значних праць — книга «Біля літературної карти Криму» (у співавторстві з Р. Вулем, 1965 р.), до якої увійшли 46 літературно-критичних нарисів про українських та російських письменників, творчість яких пов'язана з Кримом. 
П. Дегтярьов упорядкував двотомник «Слово про сонячну землю» (Крим в українській і російській літературі), «Сто віршів про Крим» (сто віршів ста поетів), «Місто двадцяти п'яти віків» (до відзначення двох з половиною тисяч років Феодосії). 
У збірці «Роки боротьби та перемог» вміщено статтю П. Дегтярьова «На поклик часу», де вперше зроблено спробу дослідити літературний процес у Криму в повоєнний час.
П. Дегтярьов — по суті перший, хто підняв кримське літературне краєзнавство на сучасний рівень. Він дослідив життя і творчість призабутого поета Кесаря Олександровича Білиловського, який певний час жив у Криму і похований у Сімферополі. Наслідком копіткої праці П. Дегтярьова вийшла збірка поезій К. Білиловського «В чарах кохання» (К., 1981). 
П. Дегтярьов має великий перекладацький доробок. Він перекладав українських письменників російською мовою, а російських — українською. На рахунку П. Дегтярьова-перекладача понад десяти книг великої прози. Зокрема, класичні повісті І. Нечуя-Левицького «Микола Джеря», «Кайдашева сім'я», твори „сонцепоклонника“ М. Коцюбинського, Степана Васильченка, роман Василя Кучера «Чорноморці» про дні героїчної оборони Одеси та Севастополя, і відомий роман Андрія Головка «Бур'ян». З російської літератури П. Дегтярьов переклав українською мовою повість П. Бляхіна «Червоні бісенята», Ю. Томіна «Повість про Атлантиду» п'єси А. Мілявського «Тінь над провулком», «Історія хвороби».  